# جون هنت (رائد أعمال)
جون هنت (بالإنجليزية: Jon Hunt)‏ هو رائد أعمال بريطاني، ولد في 1953 في كولشيستر في المملكة المتحدة.